# 龜田郡
龜田郡（日语：／ Kameda gun */?）為日本北海道渡島支廳的郡，位於渡島支廳東南部。

## 轄區
轄區包含1町：
- 七飯町

## 沿革

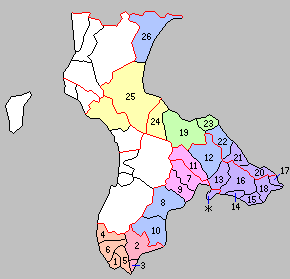
北海道一・二級町村制施行時龟田郡下辖町村（11.大野村 12.七飯村 13.龟田村 14.钱龟泽村 15.户井村 16.汤川村 17.椴法華村 18.尻岸内村 ＊：函馆区 紫：函馆市 桃：北斗市 ）

- 1869年8月15日：北海道設置11國86郡，渡島國龜田郡成立。
- 1897年11月：北海道實施支廳制，隸屬龜田支廳和函館支廳之管轄，此時龜田郡下轄函館區、大野村、本鄉村、市渡村、文月村、千代田村、一本木村、七飯村、大中山村、藤城村、軍川村、峠下村、鶴野村、宿野邊村、鍛冶村、神山村、桔梗村、赤川村、石川村、龜田村、龜尾村、上湯川村、下湯川村、根崎村、錢龜澤村、志苔村、石崎村、戶井村、小安村、尻岸內村、椴法華村。其中函館區隸屬函館支廳，其他村均隸屬龜田支廳。[1]（1區30村）
- 1899年10月1日：函館區併入龜田村的部份區域，並改為自治區，脫離龜田郡之管轄，同時廢除函館支廳，並將龜田支廳更名為函館支廳。 （30村）
- 1900年7月1日：大野村、本鄉村、市渡村、文月村、千代田村、一本木村合併為大野村，並成為北海道一級村。（25村）
- 1902年4月1日：（8村）
  - 七飯村、大中山村、藤城村、軍川村、峠下村、鶴野村合併為七飯村，並成為北海道二級村。[2]
  - 鍛冶村、神山村、桔梗村、赤川村、石川村、龜田村合併為龜田村，並成為北海道二級村。
  - 龜尾村、上湯川村、下湯川村合併為湯川村，並成為北海道二級村。
  - 根崎村、錢龜澤村、志苔村、石崎村合併為錢龜澤村，並成為北海道二級村。
  - 戶井村、小安村合併為戶井村，並成為北海道二級村。
  - 宿野邊村與茅部郡之村落合併為森村（現在的森町），並脫離龜田郡之管轄。
- 1906年4月1日：尻岸內村成為北海道二級村。
- 1907年4月1日：七飯村成為北海道一級村。
- 1919年4月1日：
  - 龜田村、錢龜澤村、戶井村成為北海道一級村。
  - 椴法華村成為北海道二級村。
- 1922年8月1日：函館支廳更名為渡島支廳。
- 1923年4月1日：湯川村成為北海道一級村。
- 1936年6月1日：湯川村改制為湯川町。（1町7村）
- 1939年4月1日：湯川町被併入函館市，並脫離龜田郡之管轄。（7村）
- 1943年6月1日：北海道一級二級町村制廢止，尻岸內村、椴法華村改為內務省指定村。
- 1946年10月5日：指定町村制廢止。 。
- 1957年1月1日：（2町5村）
  - 大野村改制為大野町。
  - 七飯村改制為七飯町。
- 1962年1月1日：龜田村改制為龜田町。（3町4村）
- 1964年11月1日：尻岸內村改制為尻岸內町。（4町3村）
- 1966年12月1日：錢龜澤村被併入函館市，並脫離龜田郡之管轄。（4町2村）
- 1968年10月1日：戶井村改制為戶井町。（5町1村）
- 1971年11月1日：龜田町改制為龜田市，並脫離龜田郡之管轄。（4町1村）
- 1985年4月1日：尻岸內町改名為惠山町。
- 2004年12月1日：惠山町、戶井町、椴法華村被併入函館市，並脫離龜田郡之管轄。（2町）
- 2006年2月1日：大野町與上磯郡上磯町合併為北斗市，並脫離龜田郡之管轄。（1町）